# Bless the Broken Road
«Bless the Broken Road» — песня, которую записали несколько американских исполнителей кантри-музыки. Написана в соавторстве Маркусом Хаммоном, Бобби Бойдом и Джеффом Ханной в 1994 году и рассказывает о том, как путешествие через сердечные боли и разочарования в отношениях стало важным уроком на разбитой дороге, ведущей к обретению настоящей любви. Впервые песня была записана группой Nitty Gritty Dirt Band в 1994 году, а затем Хаммон записал ее на своем альбоме 1995 года All in Good Time.
С тех пор песню записали многие исполнители, а версия группы Rascal Flatts стала самой популярной, заняв первое место в чартах Billboard в 2005 году и принеся авторам песни премию «Грэмми» за лучшую песню в стиле кантри.

## История
Автор-исполнитель Маркус Хаммон написал песню в соавторстве с Джеффом Ханной (из Nitty Gritty Dirt Band) и Бобби Бойдом. Группа Nitty Gritty Dirt Band записала ее для своего альбома Acoustic 1994 года. Год спустя Хаммон включил песню в свой дебютный альбом All in Good Time для лейбла Columbia Records. Его исполнение включает бэк-вокал Ханны и Матрака Берга. Майкл МакКолл из журнала New Country считал исполнение Хаммона лучшим треком на альбоме.
Sons of the Desert записали свою собственную версию песни для запланированного второго альбома на Epic Records, который должен был выйти в 1998 году. Этот альбом не был выпущен из-за разногласий между группой и ее лейблом.
С тех пор песню записали многие исполнители, включая Мелоди Криттенден, Джефф Мур, Selah, Джейми Слокум, Кэрри Андервуд, Бадди Грин, Boyce Avenue и Rascal Flatts.

## Версия группыRascal Flatts
Наибольший успех принесла песня кантри-группы Rascal Flatts, которая записала ее для альбома Feels Like Today. Выпущенная в ноябре 2004 года, эта версия пять недель продержалась на первом месте в чарте Hot Country Singles & Tracks. Она также получила премию «Грэмми» в номинации «Лучшая кантри-песня» и получила платиновый сертификат от Ассоциации звукозаписывающей индустрии Америки. 18 сентября 2010 года песня преодолела отметку в 2 миллиона платных скачиваний. Это третья песня Rascal Flatts, достигшая этой отметки, после «Life Is a Highway» и «What Hurts the Most». По состоянию на январь 2020 года, песня была продана в США в количестве 3 719 000 копий.
25 мая 2005 года, во время живого выступления на шоу American Idol Кэрри Андервуд и Rascal Flatts, была записана дополнительная версия. Хотя эта версия не вышла в широкий прокат и не вошла в альбом, она получила достаточно радиоэфира, чтобы войти в чарты кантри-музыки под номером 50.
В 2009 году акустическая версия, записанная Rascal Flatts, была включена в саундтрек Hannah Montana: The Movie к фильму Ханна Монтана: Кино.
19 мая 2012 года песня «Bless the Broken Road» дебютировала под номером 76 и на следующей неделе заняла 41 место в британском хит-параде UK Singles (The Official Charts Company), что стало первым и единственным появлением группы в этом чарте.
26 февраля 2020 года песня вновь привлекла к себе внимание после того, как калифорнийский исполнитель RMR сэмплировал её фортепианную мелодию для своей дебютной песни «Rascal». Песня и клип стали вирусным хитом..
Версия песни Rascal Flatts написана в тональности до мажор, вокальный диапазон — от C4 до A5.

### Позиции в чартах

#### Еженедельные чарты
| Чарт (2004—2012)                                                               | Высшая позиция |
| ------------------------------------------------------------------------------ | -------------- |
| Canada Country (Radio & Records)                                               | 1              |
| Ирландия (IRMA)                                                                | 35             |
| Швеция (Sverigetopplistan)                                                     | 58             |
| Великобритания (UK Singles Chart)                                              | 41             |
| США (Billboard Hot Country Songs)                                              | 1              |
| США (Billboard Hot 100)                                                        | 29             |
| США Billboard Pop 100                                                          | 40             |
| США (Billboard Adult Contemporary)                                             | 20             |
| Chart (2005)                                                                   | Peak position  |
| США (Billboard Hot Country Songs) · Carrie Underwood and Rascal Flatts version | 50             |

#### Годовые итоговые чарты
| Чарт (2005)                   | Позиция |
| ----------------------------- | ------- |
| США Country Songs (Billboard) | 3       |

### Сертификации и продажи
| Регион                                                                      | Сертификация | Продажи   |
| --------------------------------------------------------------------------- | ------------ | --------- |
| Великобритания (BPI)                                                        | Серебряный   | 200 000   |
| США (RIAA)                                                                  | Платиновый   | 3,719,000 |
| Данные о продажах + прослушиваниях приведены только на основе сертификации. |              |           |